# غرنغاه (بزكش)
غرنغاه (بالفارسية: گرنگاه) هي منطقة سكنية تقع في إيران في قسم بزكش الریفي. يقدر عدد سكانها بـ 400 نسمة .